# Łoboda gwiazdkowata
Łoboda gwiazdkowata (Atriplex rosea L.) – gatunek rośliny w różnych systemach klasyfikacyjnych włączany do rodziny komosowatych lub szarłatowatych. Pochodzi z Afryki Północnej, Azji Zachodniej oraz południowej, południowo-wschodniej, wschodniej i środkowej Europy. Rozprzestrzenił się również na innych kontynentach. W Polsce występuje na nizinach.

## Morfologia
PokrójRoślina pokryta białymi, gęstymi włoskami.
ŁodygaDo 50 cm wysokości.
LiścieRombowatojajowate, ząbkowane. Górne liście siedzące.
KwiatyZebrane w kłosy ulistnione na całej długości. Podkwiatki rombowe, na grzbiecie z wyraźnymi nerwami, w czasie owocowania do połowy chrząstkowato stwardniałe.

## Biologia i ekologia
Roślina jednoroczna, ruderalna. Kwitnie od lipca do września.

## Zagrożenia
Roślina umieszczona na Czerwonej liście roślin i grzybów Polski (2006) i uznana za gatunek wymierający, krytycznie zagrożony (kategoria zagrożenia E). W wydaniu z 2016 roku otrzymała kategorię VU (narażony).